# Fabyan Trestle Bridge
Die Fabyan Trestle Bridge, auch Battle River Railway Trestle oder Fabyan Bridge, ist eine eingleisige Eisenbahnbrücke über den Battle River, etwa zehn Kilometer nordwestlich von Wainwright, in der kanadischen Provinz Alberta. Namensgeber ist die vier Kilometer östlich gelegene kleine Siedlung Fabyan am Alberta Highway 14. Das Gerüstpfeilerviadukt wurde 1908 von der Grand Trunk Pacific Railway als Teil der transkontinentalen Eisenbahnverbindung zwischen Moncton und Prince Rupert errichtet, die seit 1923 Teile der Canadian National Railway ist. Die Brücke zählt zu den zehn größten noch erhaltenen Trestle-Brücken der Welt und ist nach dem Lethbridge Viaduct die zweitgrößte in der Provinz Alberta.

## Geschichte

### Bau durch die Grand Trunk Pacific Railway 1908
| McBride |

| Jasper |

| Edson |

| Edmonton |

| Tofield |

| Biggar |

| Calgary |

|  |

| Wainwright |

| Alberta |

| British Columbia |

Als Konkurrenz zur 1885 fertiggestellten und kommerziell sehr erfolgreichen ersten kanadischen transkontinentalen Eisenbahnverbindung der Canadian Pacific Railway zwischen Montreal und Vancouver sollte Anfang des 20. Jahrhunderts eine weitere, weiter nördlich verlaufende Verbindung entstehen, die die Präriegebiete Kanadas erschließt. Dazu wurden 1903 die National Transcontinental Railway (NTR) und die Grand Trunk Pacific Railway (GTP) gegründet. Die staatliche NTR baute im Osten die Strecke von Moncton bis Winnipeg und die GTP (Tochtergesellschaft der Grand Trunk Railway) im Westen die Strecke von Winnipeg bis Prince Rupert.
Trotz der größtenteils flachen Landschaft bis zum Übergang zu den kanadischen Rocky Mountains im Westen mussten einige Flusstäler überquert werden. Um maximale Steigungen von 4–5 ‰ einzuhalten, waren teils sehr hohe und lange Brücken unter anderem über den Pembina River, Battle River und den North und South Saskatchewan River nötig. Über das ausgedehnte Tal des Battle River wurde etwa zehn Kilometer nordwestlich von Wainwright ab 1907 ein fast 900 Meter langes Gerüstpfeilerviadukt aus Stahl errichtet, das die Strecke in fast 60 Meter Höhe über den Fluss führt. Die Brücke wurde Ende 1908 fertiggestellt und der Streckenabschnitt zwischen Wainwright und Edmonton konnte im November des Folgejahres in Betrieb genommen werden.

### Übernahme durch die Canadian National 1923
Bedingt durch den Verlauf über meist schwach besiedelte Gebiete blieb der erhoffte Erfolg der 1915 vollendeten transkontinentalen Eisenbahnverbindung aus, und die Grand Trunk Railway, die die GTP betrieb und an die die NTR verpachtet war, kam zunehmend in finanzielle Schwierigkeiten. Dies führte 1919 zur Verstaatlichung und 1923 schließlich zur Übernahme durch die Canadian National Railway (CN). Die Fabyan Trestle Bridge ist heute Teil der Wainwright Subdivision der CN zwischen Biggar und Edmonton. Die über 100 Jahre alte nahezu unveränderte Brücke zählt zu den zehn größten noch erhaltenen Trestle-Brücken der Welt und ist nach dem Lethbridge Viaduct die zweitgrößte in der Provinz Alberta. Die einzige größere Änderung wurde in den 1970er Jahren auf der Ostseite durchgeführt, wo das Ende des anschließenden Bahndamms auf etwa 30 Meter Länge durch eine Balkenbrücke ersetzt und das Widerlager zurückversetzt wurde; Teile der alten Widerlagerwand sind noch vorhanden. Zusätzlich erhielt der Überbau 1981 über die gesamte Länge beidseitig einen Serviceweg und ein Geländer.

### Eisenbahnunfälle auf der Brücke
Am 21. Januar 2012 kam es auf der Brücke zu einem Unfall, als 31 mit Getreide beladene Güterwagen aus dem Mittelteil eines westwärts fahrenden Zuges – mit insgesamt 137 Wagen – entgleisten und 17 auf der Nordseite von der Brücke stürzten. Ursache waren Materialermüdungen mehrerer Schienenbefestigungsschrauben in der vorgelagerten Kurve auf der Ostseite der Brücke, was eine Kettenreaktion auslöste und weitere Befestigungsschrauben brechen ließ. Da die Wagen schon vor der Auffahrt auf die Brücke entgleisten, konnten die Führungsschienen auf dem Bauwerk den Absturz einiger Wagen nicht verhindern. Aufgrund der Länge des Zuges von über 2,5 km befanden sich nach der automatisch aktivierten Notbremsung und dem etwa 30 Sekunden später erfolgen Halt, die zwei Lokomotiven und die ersten 34 Wagen schon auf dem westlichen Bahndamm, Wagen 35 bis 65 entgleisten. Es entstand nur Sachschaden und fünf Tage später konnte der Verkehr über die Brücke wieder freigegeben werden. Ein ähnlicher Unfall ereignete sich am 17. Oktober 2017 am Westende der Brücke, als 13 Flachwagen mit ISO-Containern entgleisten und auf der Südseite von der Brücke stürzten. Die Ursache ist bisher ungeklärt, aber es herrschte schwerer Sturm an diesem Tag, mit Windgeschwindigkeiten von über 100 km/h (10 Bft).

## Beschreibung
Das Gerüstpfeilerviadukt aus Stahl erstreckt von West nach Ost über 874 m. Der ursprünglich nur 845 m lange Überbau aus 52 Vollwandträgern und einem Fachwerkträger ruhte auf 26 Gittermasten und den beiden Widerlagern. Durch die Rückversetzung des östlichen Widerlagers um etwa 30 m in den 1970er Jahren ist die Konstruktion heute etwas länger. Zwischen der neuen und alten Widerlagerwand (dient seither als Pfeiler) wurden hier drei zusätzliche Stahlrohrpfeiler installiert, die vier Vollwandträger tragen. Die insgesamt 57 Brückenfelder gliedern sich in 52 Vollwandträger mit je 15 m Länge auf und zwischen den Stahlgittermasten, einen Fachwerkträger von 46 m Länge über dem Battle River und vier neuere Vollwandträger mit 7–8 m Länge vor dem östlichen Widerlager. Die Gleisebene überquert den Fluss in einer Höhe von 58 m auf dem Fachwerkträger, der zwischen Mast 10 und 11 angebracht ist (Zählweise von West nach Ost). Die Stahlgittermasten ruhen auf jeweils vier Stahlbetonsockeln, wobei für die an den Battle River angrenzenden Masten zwei Fundamente zu einer parallel zum Fluss verlaufenden Wand verbunden sind. Die Ausführung der pyramidenstumpfförmigen Sockel wurde so gewählt, dass die Masten im zentralen Bereich gleiche Höhen aufweisen und die Geländeunterschiede durch unterschiedlichen Höhen der Sockel ausgeglichen werden.